# あかときっ!!-花と舞わせよ恋の衣装-
『あかときっ!!-花と舞わせよ恋の衣装-』（あかときっ!! はなとまわせよこいのいしょう）とは、2011年5月27日にエスクードより発売されたアダルトゲーム。前作『あかときっ!-夢こそまされ恋の魔砲-』のファンディスクでもある。
今作はひたすらバトルを繰り返すバトルモードと各ヒロインとのその後を描いたシナリオモードに分かれている。バトルモードでは一部のキャラクターに別な衣装があり、特定の条件を満たせばその格好で戦えるようになる。

## 登場キャラクター

### メインキャラクター
谷野 真悠人（やの まゆと）
声：古河徹人（戦闘時のみ）
主人公。魔砲器名はリアン(Lian)、属性は無。最初から味方としてバトルに参加させることが可能。
阿月 七夕（あがつ なゆ）
声：鈴田美夜子
ヒロインの1人。魔砲器名はファイアバード(FireBird)、属性は火。最初から味方としてバトルに参加させることが可能。
万代 爽夏（ましろ さやか）
声：葛西優美
ヒロインの1人。魔砲器名はガイア(Gaea)、属性は土。最初から味方としてバトルに参加させることが可能。
天田 真姫（あまた まき）
声：青葉りんご
ヒロインの1人。魔砲器名はベーチェル(Betep)、属性は風。最初から味方としてバトルに参加させることが可能。
来島リリィ(くるしま りりぃ)
声：桜川未央
ヒロインの1人。魔砲器名はウルザブルン(Urtharbrunnr)、属性は水。最初から味方としてバトルに参加させることが可能。
丸河 凛子（まるかわ りんこ）
声：藤森ゆき奈
ヒロインの1人。魔砲器名はドリームメーカー(DreamMaker)、属性は闇。最初から味方としてバトルに参加させることが可能。
橘 美優（たちばな みゆ）
声：小倉結衣
昇格ヒロインの1人。魔砲器名はイノセンス(Innocence)、属性は闇。今作では特定の条件を満たせば味方としてバトルに参加させることが可能。
チッカ
声：かわしまりの
昇格ヒロインの1人。魔砲器名は焔心(英語表記名不明)。属性は火。今作では特定の条件を満たせば味方としてバトルに参加させることが可能。

### サブキャラクター
773号（ナナミ）
声：狛乃ハルコ
元々はクラヤミの一員。今作では特定の条件を満たせば味方としてバトルに参加させることが可能。属性は雷。
神城 雄二（かみしろ ゆうじ）
声：いちごみるく
ランクはS。魔砲器名はリディーマー(Redeemer)、属性は光。
主人公の幼馴染。今作では特定の条件を満たせば味方としてバトルに参加させることが可能。
綾崎 流(あやさき ながれ)
声：倉田まりや
今作では特定の条件を満たせば味方としてバトルに参加させることが可能。属性は雷。
益田 彩子(ますだ さいこ)
声：上田朱音
魔砲器名はワンダーランド(Wonderland)、属性は風。今作では特定の条件を満たせば味方としてバトルに参加させることが可能。
ヒロインではないが、Hシーンが存在する。
丸河 千鶴（まるかわ ちづる）
声：杉原茉莉
魔砲器名はエンプレス（英語表記名不明）、属性は光。今作では特定の条件を満たせば味方としてバトルに参加させることが可能。
ククリク
声：まきいづみ
クラヤミの主。今作では特定の条件を満たせば味方としてバトルに参加させることが可能。属性は闇。
ヒロインではないが、Hシーンが存在する。
ジィフェンダー
声：蘭丸
最上位クラヤミNo.001。今作では特定の条件を満たせば味方としてバトルに参加させることが可能。属性は土。
ピックィークラッコ
声：甘美
最上位クラヤミNo.002。今作では特定の条件を満たせば味方としてバトルに参加させることが可能。属性は雷。
名無しのピエロ
声：森川明太
最上位クラヤミNo.003。今作では特定の条件を満たせば味方としてバトルに参加させることが可能。属性は土。

### バトルモードのみに登場
アイン
美優がシードによって操られた姿。今作では特定の条件を満たせば味方としてバトルに参加させることが可能。属性は闇。
ヒロインではないが、Hシーンが存在する。
ツヴァイ
雄二がシードによって操られた姿。今作では特定の条件を満たせば味方としてバトルに参加させることが可能。属性は光。
クラヤミ
凛子に姿は似ているがクラヤミの王。今作では特定の条件を満たせば味方としてバトルに参加させることが可能。属性は闇。
ヒロインではないが、Hシーンが存在する。
特定の条件を満たせば本来の姿と戦えるようになるが、そちらの方は味方として使えない。
シロベン・クロベン
クラヤミの下っ端兵。今作では特定の条件を満たせば味方としてバトルに参加させることが可能。属性は無。
クラヤミジィフェンダー
クラヤミに飲み込まれたジィフェンダー。今作では特定の条件を満たせば味方としてバトルに参加させることが可能。属性は土。
クラヤミピックィークラッコ
クラヤミに飲み込まれたピックィークラッコ。今作では特定の条件を満たせば味方としてバトルに参加させることが可能。属性は雷。
クラヤミピエロ
クラヤミに飲み込まれた名無しのピエロ。今作では特定の条件を満たせば味方としてバトルに参加させることが可能。属性は無。
クラヤミククリク
クラヤミに飲み込まれたククリク。今作では特定の条件を満たせば味方としてバトルに参加させることが可能。属性は闇。
シード爽夏
シードに操られた爽夏。今作では特定の条件を満たせば味方としてバトルに参加させることが可能。属性は土。
ドッペル真姫
真姫のドッペルゲンガー。今作では特定の条件を満たせば味方としてバトルに参加させることが可能。属性は風。

## 属性
キャラクターや各攻撃には火、風、土、雷、水、光、闇、無の8属性がある。
- 火風土雷水の5属性は「火→風→土→雷→水→火」の順に相性が決まっており、弱点の場合はダメージが増加するが、逆の場合はダメージが減る。
- 光と闇はお互いが弱点である。同属性の場合は軽減する。火風土雷水に対する相性（強弱）は無い。
- 無属性はどの属性の影響を受けず、どの属性にも影響しない属性。

## スタッフ
- 原画 - 笹井さじ、草上明
- シナリオ - 藤原休樹 with 企画屋
- プログラム - KIT、水鼠
- 音楽 - TOY（Studio Primitive）

## 主題歌
オープニングテーマ「はだしのままで」
作詞：宮沢ゆあな / 作曲・編曲：クサノユウキ / 歌：青葉りんご